# Hugo Wolf
Hugo Wolf (1860-1903) là nhà soạn nhạc, nhà phê bình âm nhạc người Áo

## Cuộc đời và sự nghiệp
Lúc đầu, Hugo Wolf học âm nhạc tại nhà, sau đó theo học tại Nhạc viện trực thuộc Hội những người bạn âm nhạc của thành phố Viên. Từ năm 1884 đến năm 1887, Wolf là cộng tác viên của một tờ báo của Viên, và qua các bài bình luận, ông thể hiện sự sùng bái với Richard Wagner và sự khó ưa với Johannes Brahms, nên không ít người ghét bỏ, thù nghịch. Từ năm 1888, sau khi phát hiện tập thơ của Eduard Mörike, Wolf đã viết hàng chục ca khúc, tiêu biểu là Tập bài hát Tây Ban Nha, và chính ở đây, Wolf đã đưa nghệ thuật viết lied (một thể loại ca khúc của Đức) lên một tầm tinh tế, phức tạp nhất. Bè đàn piano không chỉ còn đơn thuần là phần đệm giai điệu mà là một bộ phận không thể tách rời của bài hát. Mỗi bài hát đòi hỏi những người thể hiện, cả ca sĩ lẫn nghệ sĩ đàn piano, một trình độ nghệ thuật cũng như tâm lý tối đa. Từ năm 1892 đến năm 1894, Wolf không viết gì ngoài việc chuyển soạn cho dàn nhạc giao hưởng bản Serenade Italia, những danh tiếng của ông ngày càng lan rộng, đến mức ở Berlin, người ta đã lập ra Hội Hugo Wolf. Năm 1895, Wolf sáng tác một vở opera dựa trên Chiếc mũ ba sừng mà ông đặt tên là Der Corregidor. Mùa xuân năm 1896, Wolf viết 24 ca khúc trong tập Bài hát Italia. Năm 1897, ông viết vở opera thứ hai, vở Manuel Venagas, những mùa thu năm đó ông đổ bệnh, phải vào bệnh viện. Năm 1898, ông định tự tử, nên cho đến cuối đời ông phải năm trong bệnh viện tâm thần.

## Các sáng tác
Hugo Wolf đã sáng tác:
- Opera:

- Der Corregidor (1895)
- Manuel Venagas (chưa hoàn thành, 1897)

- Những ca khúc-cantata, trong đó có:

- Đêm giáng sinh cho đơn ca, hợp xướng và dàn nhạc giao hưởng (1889)
- Kỵ sĩ lửa (1892)

- Giao hưởng thơ Penthesilea (1885)
- Serenade Italia cho dàn nhạc nhỏ (sau được chuyển soạn thành bản tứ tấu, 1892)
- Tứ tấu (1884)
- Các tiểu phẩm piano
- Gần 300 bản romance, trong đó có:

- 53 phổ thơ của Eduard Mörike (1888)
- 51 phổ thơ của Johann Wolfgang Goethe (1890)
- 44 bài hát Tây Ban Nha
- Tập bài hát Italia 2 phần:

- Phần 1: 22 bài (1892)
- Phần 2: 24 bài

Ngoài ra, Hugo Wolf còn viết báo và bình luận.

## Danh mục tác phẩm

### Opera
- Der Corregidor (1895)
- Manuel Venegas (unfinished, 1897)

### Lieder
- Mörike-Lieder (1888), lời Eduard Mörike.
- Eichendorff-Lieder (1889), lời Joseph Freiherr von Eichendorff.
- Goethe-Lieder (1890), lời Johann Wolfgang von Goethe.
- Spanisches Liederbuch, nach Paul Heyse und Emanuel Geibel (1891)
- Italienisches Liederbuch, nach Paul Heyse (1892, 1896)
- Michelangelo Lieder (1897), lời Michelangelo.
- Dem Vaterland (1890), lời Robert Reinick

### Khí nhạc
- String Quartet in D minor (1878–84)
- Penthesilea (1883–85)
- Italian Serenade (1887, string quartet; dàn dựng năm 1892)